# 静川遺跡
静川遺跡（しずかわいせき）は、北海道苫小牧市周辺にある苫東遺跡群の一つ。苫東遺跡群には旧石器時代からアイヌ期にかけての遺跡が存在するが、その中でも当遺跡は、余市式土器を出土する縄文時代の遺跡であり、集落の周りを環濠で区画している。縄文時代の環濠集落は、日本列島における発見例が他になく、特異なものである。1987年（昭和62年）年1月8日に国の史跡に指定された。

## 概要
静川遺跡は、苫小牧市から厚真町・安平町・むかわ町にまたがる厚真台地上にある。1982年（昭和57年）の調査で、東西に双頭状に分かれた台地上から、縄文時代早期から続縄文時代までの土器、石器や装身具類18万点が発掘された。
東側のA地区からは、幅0.3〜3メートル、深さ1〜1.8メートル、全長139メートルにおよぶV字状の環壕と径8メートルほどの建物跡2棟が出土した。この環壕は縄文時代末期のものと考えられている。また、西側のB地区からは、環壕とほぼ同時期のものと考えられる竪穴建物跡33棟、土坑墓、落し穴、土器片囲炉、焼土跡など多数の遺構が発掘された。
静川遺跡は集落と環壕が一体となった、日本では他に例がない貴重な学術資源である。

## 環濠の目的
本州における弥生時代の環濠集落が、集落を守る防御施設であると考えられているのに対して、静川遺跡の場合は環濠の外に多くの建物跡があることから、防御施設とは考えられず、その目的は諸説あり定まっていない。なお、環壕は現在埋め戻されているため、見ることはできない。